# Hynobius leechii
Hynobius leechii är en groddjursart som beskrevs av George Albert Boulenger 1887. Hynobius leechii ingår i släktet Hynobius och familjen Hynobiidae. IUCN kategoriserar arten globalt som livskraftig. Inga underarter finns listade i Catalogue of Life.